# 537. pehotni polk (Wehrmacht)
Za druge 537. polke glejte 537. polk.
537. pehotni polk (izvirno nemško Infanterie-Regiment 537) je bil eden izmed pehotnih polkov v sestavi redne nemške kopenske vojske med drugo svetovno vojno.

## Zgodovina
Polk je bil ustanovljen 10. januarja 1940 kot polk 18. vala kot Rheingold polk WK VI na vadbišču Bergen preko Wehrersatz-Inspektion Düsseldorf; polk je bil dodeljen 385. pehotni diviziji. 
15. oktobra 1942 je bil polk preimenovan v 537. grenadirski polk.